# Tour Landskrone
La tour Landskrone (en estonien : Landskrone torn) est une tour des remparts de Tallinn en Estonie.

## Description
La tour Landskrone (« couronne terrestre » en bas allemand) est une tour située dans le coin nord-est du mur extérieur du petit château de Toompea (et).
La tour a été construite au tournant des XVe et XVIe siècles et elle est située dans le coin nord-est du château de Toompea. Par son style et sa construction, Landskrone est similaire à la tour Pikk Hermann. Les deux tours abritaient autrefois des entrepots, des chambres de cuisson, des escaliers en colimaçon, un dansker (et) et un four de type hypocauste.
La tourelle au plan rond est conçue pour les armes à feu lourdes. La partie supérieure de la tour a été démolie aujourd'hui, mais on pense qu'elle ressemblait à la tour Pikk Hermann, qu'elle était aussi haute que Pikk Hermann.
Pendant longtemps, la tour a servi d’entrepôt. En 1927, la tour fut cédée au ministère de la Guerre et en 1929, une station de mesure géodésique des forces de défense estoniennes fut établie dans la tour et dans le bâtiment de Toom-Kooli tänav 9 adjacent. 
La tour a été restaurée en 2008 et abrite actuellement des locaux auxiliaires du Riigikogu.

## Galerie

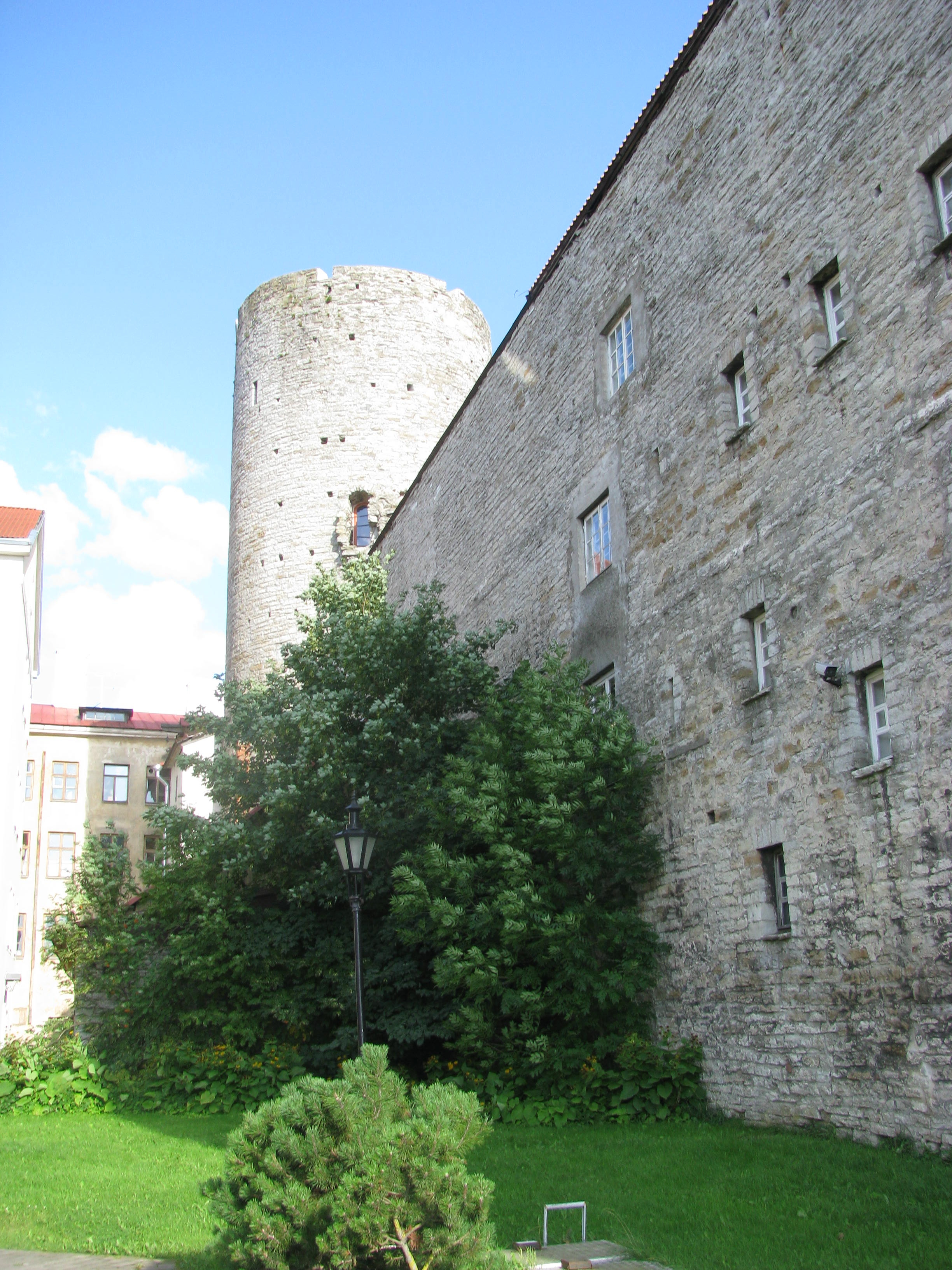
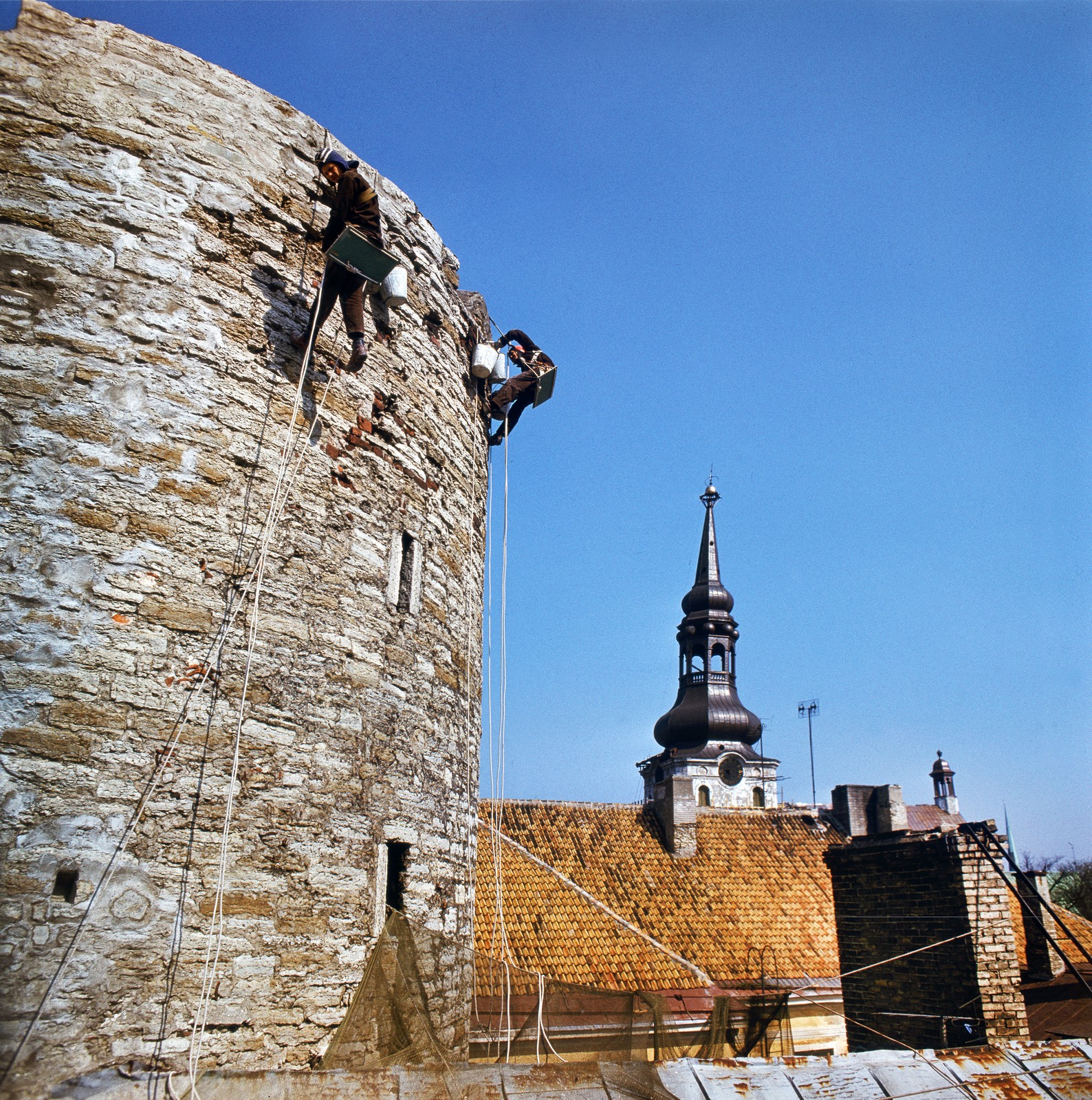
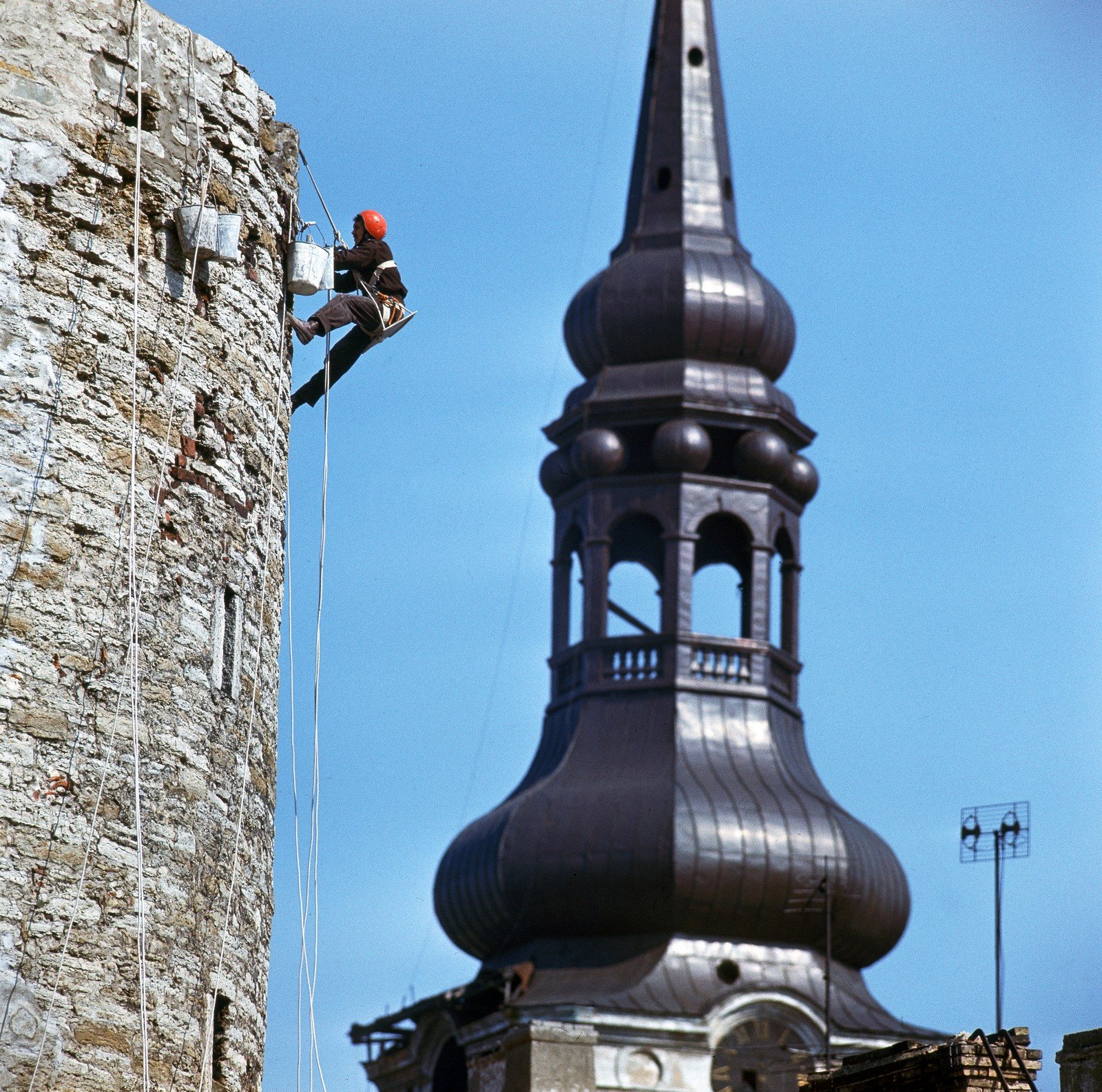